# Liste der Biografien/Clae
Liste der Biografien |
Portal Biografien |
Personensuche
# |
A |
B |
C |
D |
E |
F |
G |
H |
I |
J |
K |
L |
M |
N |
O |
P |
Q |
R |
S |
T |
U |
V |
W |
X |
Y |
Z |
?
 
Ca |
Cb |
Cc |
Ce |
Ch |
Ci |
Cj |
Ck |
Cl |
Cm |
Cn |
Co |
Cr |
Cs |
Ct |
Cu |
Cv |
Cw |
Cy |
Cz
 
Cla |
Cle |
Cli |
Clo |
Clu |
Clw |
Cly
 
Claa |
Clab |
Clac |
Clad |
Clae |
Claf |
Clag |
Clah |
Clai |
Claj |
Clam |
Clan |
Clap |
Clar |
Clas |
Clat |
Clau |
Clav |
Claw |
Clax |
Clay
Die Liste der Biografien führt alle Personen auf, die in der deutschsprachigen Wikipedia einen Artikel haben. Dieses ist eine Teilliste mit 67 Einträgen von Personen, deren Namen mit den Buchstaben „Clae“ beginnt.

## Clae

### Claer
- Claer, Carl-Gideon von (1912–1996), deutscher Offizier und Redakteur des Spiegel
- Claer, Eberhard von (1856–1945), preußischer General der Infanterie im Ersten Weltkrieg
- Claer, Eberhard von (1923–2013), deutscher Politiker (CDU), MdL
- Claer, Hans Henning (1931–2002), deutscher Schriftsteller
- Claer, Otto von (1827–1909), preußischer Generalleutnant
- Claerbout, David (* 1969), belgischer Künstler
- Claerbout, Lucas (* 1992), französischer Badmintonspieler
- Claerhout, Nabou (* 1993), belgische Jazzmusikerin (Posaune, Komposition)

### Claes
- Claes, Anouk, Schweizer Autorin
- Claes, Charles (1855–1924), belgischer Notar und Politiker
- Claes, Constant (1826–1905), belgischer Porträt-, Genre- und Kirchenmaler
- Claes, Ernest (1885–1968), flämischer Schriftsteller
- Claes, Frans (1928–2006), belgischer Lexikologe, Lexikograf und Jesuit
- Claes, Georges (1920–1994), belgischer Radrennfahrer
- Claes, Georges (* 1947), belgischer Radrennfahrer
- Claes, Georges (1949–2010), belgischer Radrennfahrer
- Claes, Haesje (* 1475), niederländische Stifterin
- Claes, Hanne (* 1991), belgische Leichtathletin
- Claes, Heinrich (1885–1963), Bürgermeister von Leverkusen
- Claes, Jean-Baptiste (* 1937), belgischer Radrennfahrer
- Claes, Johnny (1916–1956), belgischer Automobilrennfahrer und Jazzmusiker
- Claes, Lotte (* 1993), belgische Radrennfahrerin
- Claes, Lutz (* 1944), deutscher Wissenschaftler
- Claes, Willy (* 1938), belgischer Politiker der Flämischen Sozialistischen ParteiWilly Claes (* 1938)

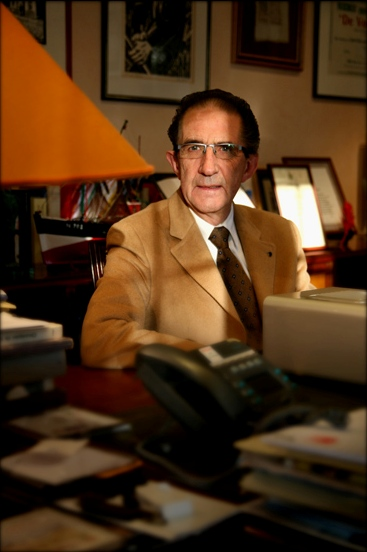
Willy Claes (* 1938)

- Claes, Wouter (* 1975), belgischer Badmintonspieler
- Claesen, Ludo (* 1956), belgischer Komponist, Perkussionist und Dirigent
- Claesen, Marc (1968–2015), belgischer Opernsänger mit den Stimmlagen Bass/Bassbariton
- Claesen, Nico (* 1962), belgischer Fußballspieler und -trainer
- Claesges, Lothar (1942–2021), deutscher Radrennfahrer
- Claesges, Ulrich (* 1937), deutscher Philosoph
- Claeson, Göran (* 1945), schwedischer Eisschnellläufer
- Claeson, Linnéa (* 1992), schwedische Handballspielerin und Netzaktivistin
- Claessen, Anton Gottfried (1788–1847), Weihbischof in Köln
- Claessen, Gustav (1816–1875), preußischer Landrat
- Claessen, Heinrich (1813–1883), deutscher Arzt und Politiker
- Claessen, Hubert (1913–2005), deutscher DFB-Funktionär, Fußball-Bundesliga-Mitbegründer und Jurist
- Claessen, Matthias (1821–1892), preußischer Verwaltungsbeamter, Oberregierungsrat und Landrat
- Claessen, Max (* 1978), deutscher Theaterregisseur
- Claessen, Ralph (* 1960), deutscher Physiker
- Claessen, Roger (1941–1982), belgischer Fußballspieler
- Claessen, Rolf (* 1972), deutscher Patentanwalt, Unternehmer und Fernseh-Juror
- Claessen, Theodor (1821–1898), deutscher Notar und Parlamentarier
- Claessens, Alain (1947–2004), französischer Schauspieler
- Claessens, Benny (* 1981), belgischer Schauspieler und Theaterautor
- Claessens, Dieter (1921–1997), deutscher Soziologe und Anthropologe
- Claessens, François (1897–1971), belgischer Turner
- Claessens, Frédéric (* 1896), belgischer Radrennfahrer
- Claessens, Jean (1908–1978), belgischer Fußballspieler
- Claessens, Jean-Baptiste, belgischer Turner
- Claessens, Johannes Nikolaus († 1650), Weihbischof in Münster und Generalvikar
- Claessens, Zoé (* 2001), Schweizer Radrennfahrerin
- Claesson, Emma (* 1977), schwedische Orientierungsläuferin
- Claesson, Ester (1884–1931), schwedische Landschaftsarchitektin und Autorin
- Claesson, Fredrik (* 1992), schwedischer Eishockeyspieler
- Claesson, Johan (* 1981), schwedischer Fußballspieler
- Claesson, Martin (* 1983), schwedischer Fußballspieler
- Claesson, Mattias (* 1986), schwedischer Mittelstreckenläufer
- Claesson, Michael (* 1965), schwedischer Generalleutnant, Chef des Verteidigungsstabs in Stockholm
- Claesson, Rickard (* 1977), schwedischer Fußballtorhüter
- Claesson, Sören (* 1959), schwedischer Ringer
- Claesson, Stig (1928–2008), schwedischer Schriftsteller, bildender Künstler und Illustrator
- Claesson, Viktor (* 1992), schwedischer Fußballspieler
- Claesz, Pieter, niederländischer Maler
- Claeszon, Aris, niederländischer Bildhauer und Baumeister

### Claeu
- Claeuw, Jacques de (* 1623), holländischer Maler

### Claey
- Claeys, Dimitri (* 1987), belgischer Radrennfahrer
- Claeys, Philip (* 1965), belgischer Politiker, MdEP